# David Dewhurst
David Henry Dewhurst (Houston, 18 agosto 1945) è un politico statunitense, vicegovernatore del Texas dal 2003 al 2015.